# Bitter Coffee
『Bitter Coffee』（ビター コーヒー）は、スキマスイッチの9枚目のオリジナルアルバム。

## 解説
- ライブアルバム『スキマスイッチ TOUR 2020-2021 Smoothie』から約7か月ぶりのリリースだが、オリジナルアルバムとしては7thアルバム『新空間アルゴリズム」から約3年8か月ぶりのリリースとなる。
- 『Hot Milk』との2枚同時リリース[1]。アルバムの同時リリースはスキマスイッチとしては初。
- 構想は前作新空間アルバムの完成の2カ月後から練り始めていた[2]。
- サブスク時代へのアンチテーゼとしてCDでの複数枚同時リリースにこだわって制作された。当初は5枚以上発売する案もあったが、「1曲1曲を受けて止めてほしい」という想いから2枚に落ち着いた[2]。
- 今までの作品以上にスタッフの意見を取り入れることも今作のテーマとなっている[2]。
- アルバムタイトルはスタッフの案も含め40個以上の案の中から決められた。大橋の案には「Hot&Spicy」常田の案には「海と空」というものもあった[2]。
- 本作は「“今、メンバーが作りたいもの”をテーマにスキマスイッチの魅力であるシニカルな世界観や、今までにない挑戦的な楽曲を収録した1枚」と位置付けられており、「タイアップ楽曲満載の“今、求められているもの”をテーマに、スキマスイッチのPOPサイドを収録」した『Hot Milk』と2枚合わせて、「今のスキマスイッチが完成するコンセプトオリジナルアルバム」とされている[3]。
- 大橋は「コアなファンには『Hot Milk』より「『Bitter Coffie』の方が好き」と言って欲しい」と語っている[4]。
- 通常盤・初回生産限定盤・ファンクラブ限定DELUXE盤の3種同時発売[1]（ファンクラブ限定DELUXE盤は『Bitter Coffee』とのセット商品）。
- DELUXE盤には、スキマスイッチから電話がかかってくる！？シークレットコードつき「スキマスイッチもしもしコースター」が付属された[3]。
- 12月6日付のオリコン週間アルバムランキングで『Hot Milk』とともに9位を獲得。同アーティストの同時発売された複数枚のアルバムが、同一推定売上枚数かつ同一順位でTOP10入りになったことは、1970年1月5日のオリコン週間アルバムランキング集計開始以来史上初の記録であった[5]。

## 収録曲
| #         | タイトル             | 作詞・作曲     | 編曲            | 時間  |
| --------- | -------------------- | -------------- | --------------- | ----- |
| 1.        | 「I-T-A-Z-U-R-A」    | スキマスイッチ | スキマスイッチ  | 4:21  |
| 2.        | 「G.A.M.E.」         | スキマスイッチ | The PLAYLISTERS | 4:35  |
| 3.        | 「風がめくるページ」 | スキマスイッチ | スキマスイッチ  | 4:29  |
| 4.        | 「いろは」           | スキマスイッチ | スキマスイッチ  | 5:47  |
| 5.        | 「SINK」             | スキマスイッチ | スキマスイッチ  | 5:09  |
| 6.        | 「フォークで恋して」 | スキマスイッチ | スキマスイッチ  | 4:44  |
| 7.        | 「あけたら」         | スキマスイッチ | スキマスイッチ  | 5:29  |
| 合計時間: | 合計時間:            | 合計時間:      | 合計時間:       | 34:34 |

### 楽曲解説
1. I-T-A-Z-U-R-A
  - トレンディドラマをイメージして制作された楽曲。サウンド感や歌詞の言葉選びも1980～90年代を意識して作られている[6]。
  - スキマスイッチの作品では少ない、ベースから入る楽曲[7]。
  - ライブでの演奏をイメージしてツアーメンバーでレコーディングされている[6]。
  - アルバム制作の最終日にトラックダウンが完了した楽曲[8]。
  - 制作期間は2020年10月から2021年10月と今回の2枚のアルバムの中で最長であった[8]。
2. G.A.M.E.
  - トランプゲームの「Twenty one」のことを歌った楽曲[6]。
  - アレンジは、自身のカバーライブ『THE PLAYLIST』のバンドメンバーである「The PLAYLISTERS」によって行われた[9][10]。
  - スキマスイッチの作品において2人以外でアレンジを行うのは、他のアーティストにプロデュースを依頼した『re:Action』を除いては初[9][10]。
3. 風がめくるページ
  - AOKI「フレッシャーズ　振り返る篇」CMソング[11]
  - 配信シングルであるインスト曲の「茜」に歌詞がついた楽曲[12][13]。
  - 仮タイトルは「カントリー」[7]。
  - 大橋がふと弾いたメロディーがもとになった楽曲[7]。
  - もともと歌モノとして制作されていたが、タイアップの依頼を受け「茜」が先に制作された[12]。
4. いろは
  - 仮タイトルは「落ち葉拾い」。ミレーの「落穂拾い」から着想を得ている[6]。
  - 制作を進める中で「名前みたいに聞こえるタイトルが良い」と考えるようになり「いろは」に決まった[6]。
  - 大橋が作ったメロディーがもとになっている[7]。
  - デモの原型は2009年にできていたものの、常田が乗り気にならなかったためにお蔵入りとなっていた楽曲[14]。デモのタイトルは「2009年バラード」[7]。
  - 『Hot Milk』のリード曲を決めるにあたり、スキマスイッチはこの楽曲をリード曲として考えていたが、最終的にはスタッフの意見を尊重し「されど愛しき人生」をリード曲とすることとなった[15][16][17]。
  - 常田は「スキマ史上一番良くしたい」というテンションで作ったと語っている[7]。
  - 最後の歌詞のリフレインは常田、アウトロの盛り上がりは大橋のこだわりによるもので、大橋は「2人のやりたいことを上手く出来た」と語っている[7]。
5. SINK
  - 大橋の「ピアノリフ系の楽曲を」というリクエストを受けて常田が作ったデモを基に制作された楽曲。大橋曰く「シンタワールド」という楽曲[18]。
  - スキマスイッチの楽曲としては珍しくヴォコーダーを使用している[19]。
  - 大橋は「今回のレコーディングの中で一番自分の世界に入っていった曲かもしれない」と語っている[18]。
  - 20周年記念のベストアルバム『POPMAN'S WORLD -Second-』のDisc2「TKY selection」に収録されている。大橋は「最近の楽曲の中でも非常に良く出来た印象がある」と語っている[20]。
6. フォークで恋して
  - デビュー当時からやりたいと話し合っていたシティ・ポップ調の楽曲[18]。
  - 歌詞は1980年代をイメージしたもの。社会人のランチタイムを歌っており、常田は「そんなに時間が経たない一瞬だけの雰囲気を描く楽曲を作りたかった」と語っている[6]。
  - タイトルは大橋が出したもの。常田は「ぐうのねも出ないぐらい悔しくて良いタイトルを持ってきたなって思った」と語っている[6]。
  - 「I-T-A-Z-U-R-A」と同じくアルバム制作の最終日にトラックダウンが完了した楽曲[8]。
  - レコーディングメンバー10人が一斉に録音するという手法でレコーディングされた。そのため、メンバーのスケジュールがなかなか合わず、最後にレコーディングをした楽曲でもある[21][22]。
  - MVはレコーディングメンバー全員による演奏をワンシーン・ワンカットで撮影したもの。実際にレコーディングを行ったスタジオで撮影された[23]。
7. あけたら
  - 初出：コンセプトアルバム『スキマノハナタバ 〜Smile Song Selection〜』（2020年8月19日）

## 初回特典DVD収録内容
- Documentary of “Studio Live”
  - Hot Milk & Bitter Coffeeの収録曲の撮り下ろしスタジオライブ＋当日のドキュメントを収録したもの。

## ファンクラブ限定DELUXE盤

### 概要
- 期間内に予約された分のみの限定生産。
- ファンクラブ会員限定販売であり、UNIVERSAL MUSIC STOREでのみ購入が可能。
- 内容は『Hot Milk』『Bitter Coffee』の通常版と、約4時間にわたる特典映像を収録したBlu-ray。
- 特典として、スキマスイッチから電話がかかってくる！？シークレットコードつきの「スキマスイッチもしもしコースター」付き。

### Blu-ray
- スキマスイッチ2021ライブ&ドキュメンタリーfor DELUXE
  - スキマスイッチ TOUR POPMAN'S CARNIVAL vol.2 FINAL in KUMAMOTO (2021.2.21 熊本城ホール)
    1. POPMAN'S CARNIVALのテーマ2
    2. ふれて未来を
    3. ユリーカ
    4. Revival
    5. アイスクリーム シンドローム
    6. 時間の止め方
    7. 冬の口笛
    8. 雨待ち風
    9. 雫
    10. 青春
    11. きみがいいなら
    12. 星のうつわ
    13. キレイだ
    14. スフィアの羽根
    15. パーリー！パーリー！
    16. 全力少年
    17. Ah Yeah!!
    18. メロドラマ(Encore)
    19. パラボラヴァ(Encore)
    20. 未来花 for Anniversary(Encore)

  - JAPAN JAM 2021 [Live Selection] (2021.5.4＠千葉市蘇我スポーツ公園)
    1. ユリーカ
    2. Ah Yeah!!
    3. ボクノート

  - NUMBER SHOT 2021 [Live Documentary] (2021.7.18＠福岡PayPayドーム)

## 演奏
- 大橋卓弥
  - Vocal
  - Chorus (#1-6)
  - Electric Guitar (#2)
  - Acoustic Guitar (#3)
- 常田真太郎
  - Rhodes (#1.2)
  - Other Instruments (#1.3.4.5.7)
  - Prophet6 (#2)
  - Piano (#3-7)
- 石成正人：Electric Guitar (#1.6)
- 浦清英
  - Clavinet (#1)
  - Rhodes (#6)
- 種子田健：Bass (#1.4.6)
- 村石雅行：Drums (#1.6)
- 松本智也：Percussion (#1.6)
- 本間将人：Alto Sax (#1.6)
- 田中充：Trumpet (#1.6)
- 榎本裕介：Trombone (#1)
- 弦一徹ストリングス：Strings (#1.4)
- 山本タカシ：Electric Guitar (#2)
- 紺野光広：Bass (#2)
- 吉田佳史 (TRICERATOPS)：Drums (#2)
- 佐橋佳幸
  - Acoustic Guitar (#3.4)
  - Electric Guitar (#3)
- 江口信夫
  - Drums (#3.4)
  - Tambourine (#4)
- 名越由貴夫：Electric Guitar (#5)
- 鹿島達也：Bass (#5)
- あらきゆうこ：Drums (#5)
- 菅家隆介：Trumpet (#6)
- 鹿討奏：Trombone (#6)

## プロモーション
本作のリリースに伴い、様々なキャンペーンが展開された。
- 購入する対象店舗に応じて先着で購入特典がプレゼントされた。

| 対象店舗                              | 特典内容                                      |
| ------------------------------------- | --------------------------------------------- |
| Amazon.co.jp                          | 各商品絵柄のメガジャケ                        |
| 楽天ブックス                          | アルバムロゴ入りB5クリアファイル（絵柄共通）  |
| UNIVERSAL MUSIC STORE                 | B2告知ポスター（絵柄共通）                    |
| Augusta Family Club他一部のCDショップ | HotでBitterなひげステッカーシート（絵柄共通） |

- 対象のオンラインショップで『Hot Milk』とのセットでの購入者には「HotでBitterな2in1 ひげスリーブケース」が先着でプレゼントされた[3]。
- 「発売記念応募抽選キャンペーン」として、初回プレス分に封入されている「ひげ応募券」[1]を応募することで下記の3つの賞の内いずれかが抽選でプレゼントされた。

| 賞               | 特典内容 |
| ---------------- | --- |
| Hot賞            | 「スキマスイッチ TOUR 2022 "café au lait"」の該当公演に設置される「ひげシート」へ招待（各会場ごとにペア1組 2名 （10公演 計20名）） ひげシートには、ご招待ひげパスのほかクリアファイルやひげマスクなどおみやげ付き |
| Bitter賞         | 「スキマスイッチ TOUR 2022 "café au lait"」神奈川県民ホール公演終演後のオンラインひげミート＆グリートへ招待（Zoomを使ったオンライントーク）                                                                       |
| スキマスイッチ賞 | 直筆サイン入り「Hot Milk」＆「Bitter Coffee」ポスター（50名） |

- 「スキマスイッチ御用達！？「湖池屋スコーン」NEWアルバム＆ NEW スコーンセット プレゼントキャンペーン」として、湖池屋とのコラボキャンペーンを展開。条件達成者の内抽選で10名に「Hot Milk」（通常盤)・「Bitter Coffee」（通常盤)・「スコーン 食塩不使用 濃密野菜10種の野菜」1 箱 (12 袋)がセットでプレゼントされた[24]。
- 東京・名古屋・大阪で期間限定で『スキマスイッチ・コラボカフェ』が開催された。期間中はアルバムにちなんだオリジナルドリンクやフードメニューが販売された[25]。
- Billboard JAPANとのコラボ企画として『#みんなのスキマスイッチ』が開催。アーティスト・著名人によるスキマスイッチの楽曲のみのプレイリストが公開された[26]他、一般ファンからのプレイリストの公募企画も開催された[27]。
  - 参加アーティストとプレイリストのタイトルは以下のとおり。

| アーティスト                           | タイトル                                                      |
| -------------------------------------- | ------------------------------------------------------------- |
| Uru                                    | 一緒にお出かけに連れていきたい my favorite Sukima Switch song |
| 片岡健太（sumika）                     | 人が浮かぶプレイリスト                                        |
| JUJU                                   | ちょっとその話詳しく聞かせてもらってもいいですか？            |
| はっとり（マカロニえんぴつ）           | ノスタルジーのスキマ                                          |
| 水野良樹（いきものがかり）             | タイトルなし                                                  |
| Aimer                                  | タイトルなし                                                  |
| Ayase（YOASOBI）                       | 僕の青春にあったスキマスイッチ                                |
| 澤野弘之                               | タイトルなし                                                  |
| ダイスケはん（マキシマム ザ ホルモン） | 全力中年の涙腺崩壊ナンバー                                    |
| 天月                                   | スキマスイッチは教科書のような存在                            |

- ディスクユニオンとのコラボ企画として『ポップアップ・スキマスイッチ』が開催され、ディスクユニオン名古屋店と大阪店で期間限定のポップアップショップが開かれた[38][39]。

## ライブ映像作品
| 曲名             | 発売年 | 作品名                                                                                             |
| ---------------- | ------ | -------------------------------------------------------------------------------------------------- |
| I-T-A-Z-U-R-A    | 2023年 | スキマスイッチ TOUR 2022 “café au lait” THE MOVIE                                                  |
| G.A.M.E.         | 2023年 | スキマスイッチ TOUR 2022 “café au lait” THE MOVIE                                                  |
| 風がめくるページ | 2021年 | Documentary of “Studio Live”                                                                       |
| 風がめくるページ | 2023年 | スキマスイッチ TOUR 2022 “café au lait” THE MOVIE                                                  |
| 風がめくるページ | 2023年 | DELUXE FAN CLUB EVENT TOUR V.I.P. Vol.4                                                            |
| いろは           | 2022年 | スキマスイッチ “Soundtrack” THE MOVIE                                                              |
| いろは           | 2023年 | スキマスイッチ TOUR 2022 “café au lait” THE MOVIE                                                  |
| いろは           | 2023年 | 「スキマスイッチ “Live Full Course 2022” 〜 20年分のライブヒストリー 〜」（2022.12.22 日本武道館） |
| SINK             | 2021年 | Documentary of “Studio Live”                                                                       |
| SINK             | 2023年 | スキマスイッチ TOUR 2022 “café au lait” THE MOVIE                                                  |
| SINK             | 2023年 | DELUXE FAN CLUB EVENT TOUR V.I.P. Vol.4                                                            |
| フォークで恋して | 2023年 | スキマスイッチ TOUR 2022 “café au lait” THE MOVIE                                                  |
| あけたら         | -      | →「 あけたら#ライブ映像作品 」を参照                                                               |

## 他のアルバムへの収録
| 曲名             | 発売年 | 作品名                                  | 分類   |
| ---------------- | ------ | --------------------------------------- | ------ |
| I-T-A-Z-U-R-A    | 2023年 | スキマスイッチ TOUR 2022 “café au lait” | ライブ |
| G.A.M.E.         | 2023年 | スキマスイッチ TOUR 2022 “café au lait” | ライブ |
| 風がめくるページ | 2023年 | スキマスイッチ TOUR 2022 “café au lait” | ライブ |
| いろは           | 2023年 | スキマスイッチ TOUR 2022 “café au lait” | ライブ |
| SINK             | 2023年 | スキマスイッチ TOUR 2022 “café au lait” | ライブ |
| SINK             | 2023年 | POPMAN'S WORLD -Second-                 | ベスト |
| フォークで恋して | 2023年 | スキマスイッチ TOUR 2022 “café au lait” | ライブ |
| あけたら         | -      | →「 あけたら#収録アルバム 」を参照      | -      |